# Antigua Universidad de Lovaina

La Antigua Universidad de Lovaina es el nombre que dan los historiadores a la universidad, o studium generale, fundada en Lovaina, Brabante (en ese entonces parte de los Países Bajos borgoñones, ahora parte de Bélgica), en 1425. La universidad fue cerrada en 1797, una semana después de la cesión de los Países Bajos austríacos y del principado de Lieja (conjuntamente la futura Bélgica) a la República Francesa en el Tratado de Campo Formio.

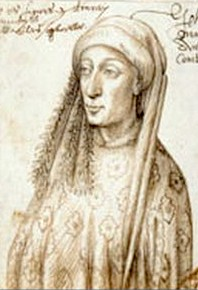
Juan de Borgoña (Juan IV, duque de Brabante), fundador de la Universidad de Lovaina en 1425: Primus Academiae Conditor fuit Ioannes Quartus, Lotharingiae, Brabantiae, et Limburgiae Dux, Marchio Sacri Imperii.

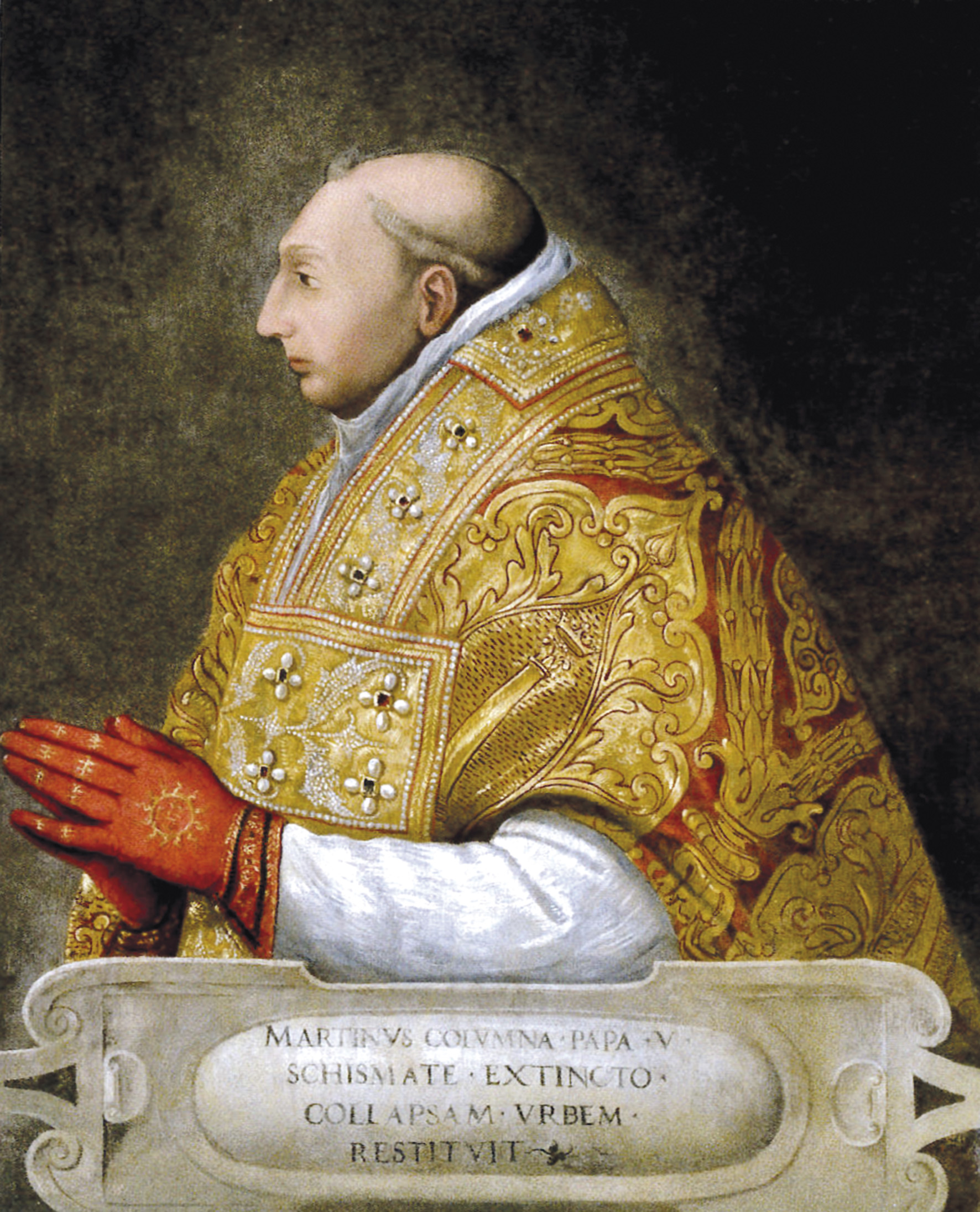
Retrato del Papa Martín V, autor de la bula que confirma el 9 de diciembre de 1425 la creación de la Universidad de Lovaina: (Fundada por Juan IV, Duque de Brabante, el año 1425 y confirmada por Martín V, Sumo Pontífice, el día 5 del idus de diciembre siguiente).

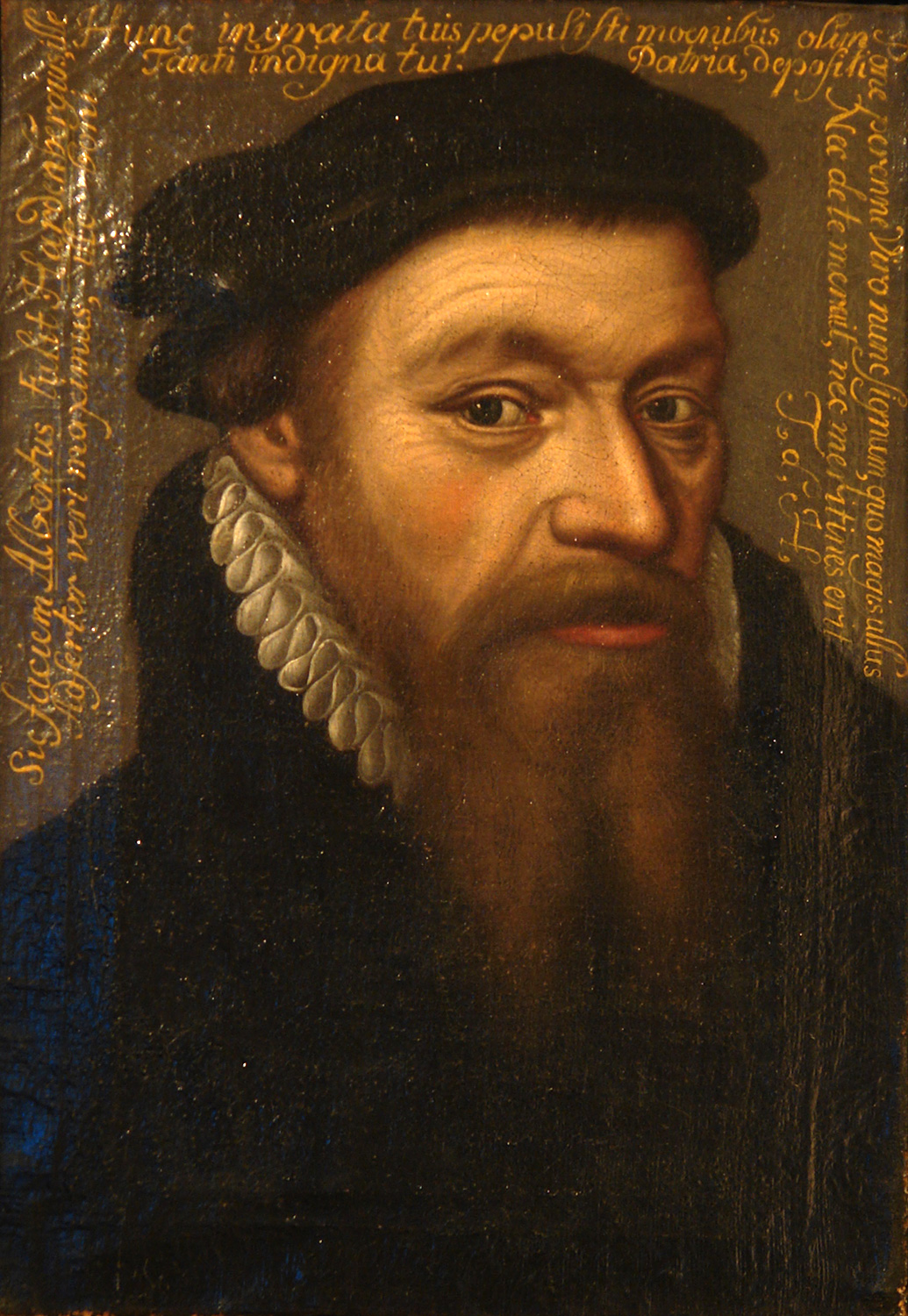
Albertus Risaeus (1510-1574) participó en el movimiento pro-protestante en la Universidad de Lovaina. Huyó a las Provincias Unidas.

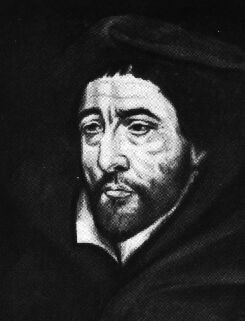
Michel de Bay (Michaël Baius) (1513-1589), profesor y rector de la Universidad de Lovaina, fundador de la doctrina del «Baïanisme», precursor del jansenismo.

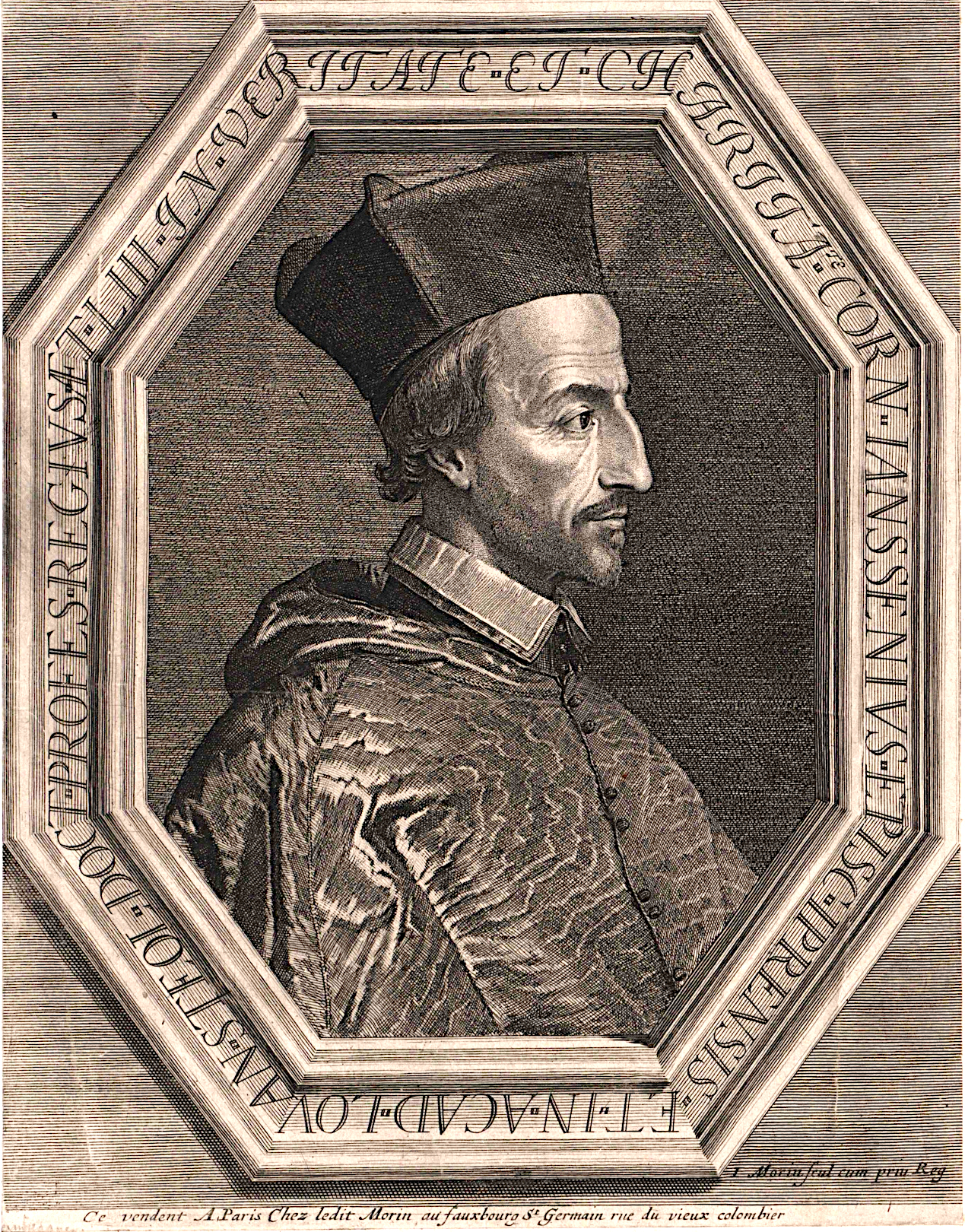
Cornelius Jansen, padre del jansenismo y rector y profesor de la antigua Universidad de Lovaina.

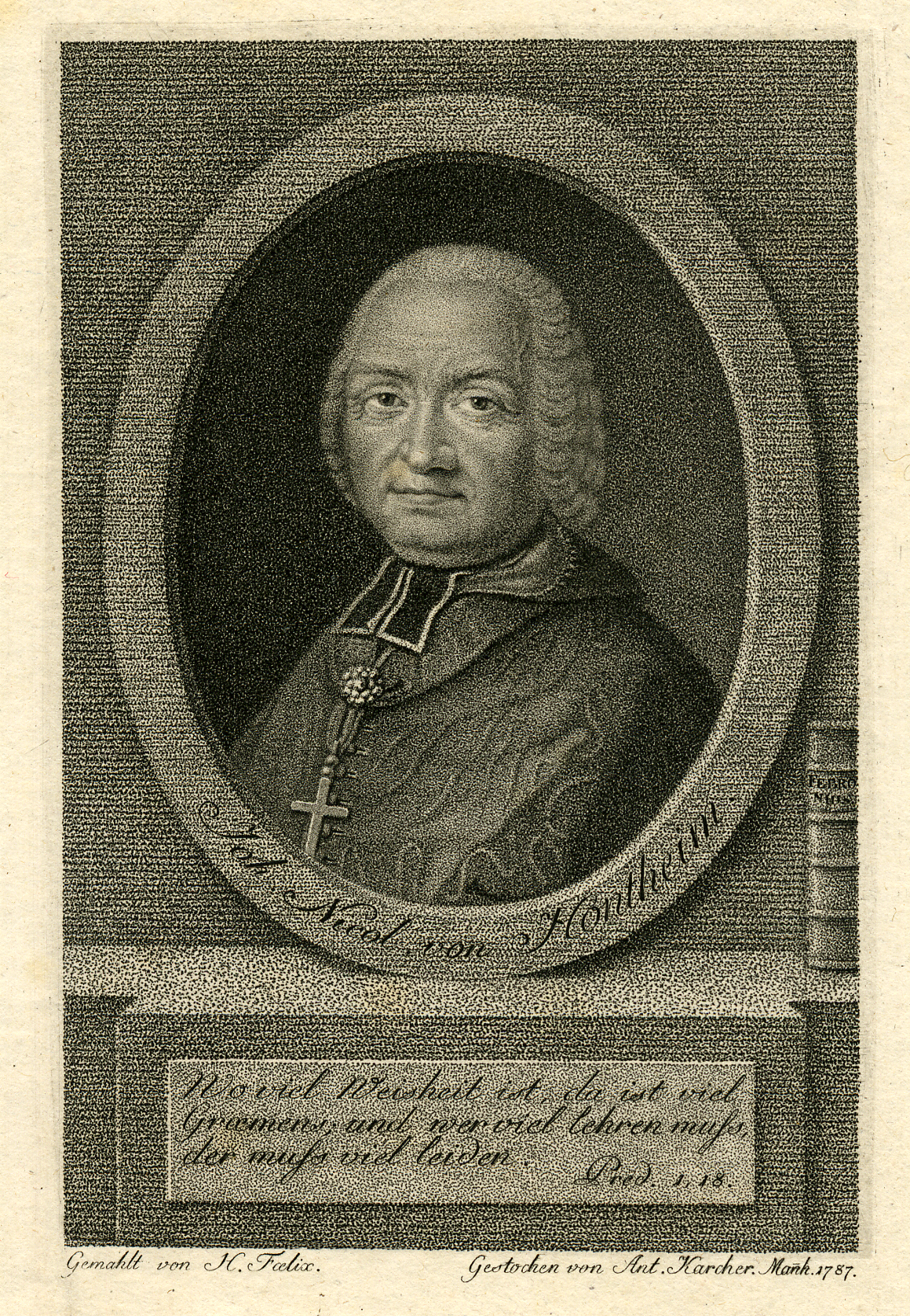
Febronius (Johann Nikolaus von Hontheim) (1701-1790), fundador del febronianismo.

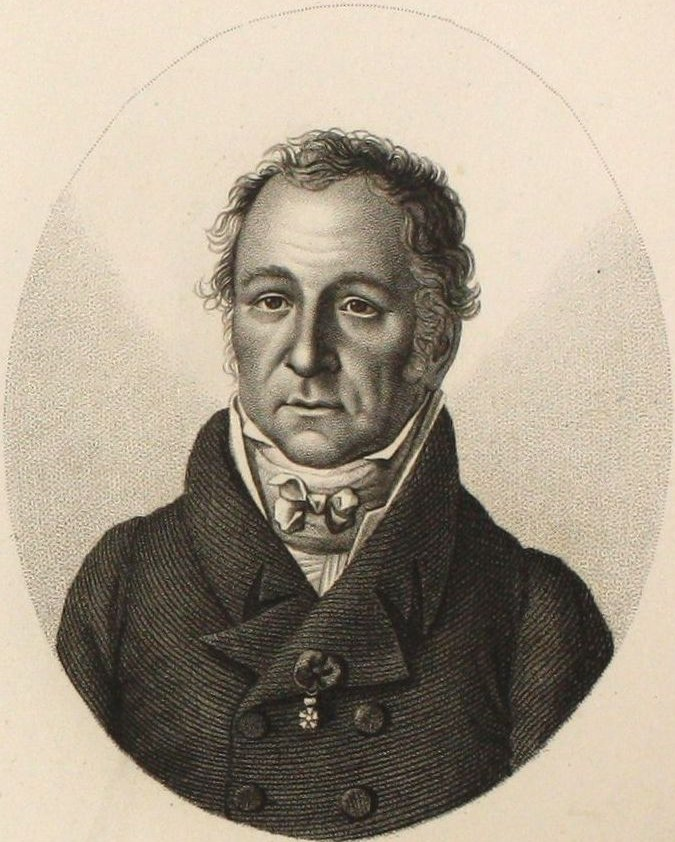
Charles Lambrechts (1753-1825), profesor de derecho canónico (1777), rector de la Universidad de Lovaina en 1786 y francmasón miembro de la logia «La Verdadera y Perfecta Armonía» en Mons, fue ministro de Justicia de la República Francesa desde el 3 de Vendémiario, año VI, hasta el 2 de Termidor, año VII (24 de septiembre de 1797 - 20 de julio de 1799).

El nombre original de la Universidad de Lovaina era en latín medieval Studium generale Lovaniense o Universitas Studii Lovaniensis, en latín humanístico Academia Lovaniensis, y más habitualmente, Universitas Lovaniensis, y en holandés Universiteyt Loveno Hooge School van Loven.
Se la conoce comúnmente como Universidad de Lovaina, a veces con la calificación "antigua" para distinguirla de la Universidad Católica de Lovaina (establecida en 1835). La expresión también se utiliza para referirse a la efímera pero históricamente importante Universidad Estatal de Lovaina (1817-1835).
En 2013, los archivos de la Antigua Universidad de Lovaina fueron declarados Patrimonio Mundial por la UNESCO.

## Historia
En el siglo XV, la administración civil de la ciudad de Lovaina, con el apoyo de Juan IV, duque de Brabante,  príncipe de la Casa de Valois, presentó una solicitud formal a la Santa Sede para la creación de una universidad.
El Papa Martín V emitió una bula papal el 9 de diciembre de 1425 fundando la Universidad de Lovaina como Studium Generale. Esta universidad era institucionalmente independiente de la jerarquía eclesiástica local.
Desde la fundación de la universidad hasta su abolición en 1797, el latín fue la única lengua de enseñanza.
En sus primeros años, la universidad se inspiró en las de París, Colonia y Viena, y floreció en el siglo XVI debido a la presencia de eruditos y profesores famosos, como Adriaan Florenszoon Boeyens (Papa Adriano VI), Desiderius Erasmus, Johannes Molanus, Joan Lluís Vives, Andreas Vesalius y Gerardus Mercator.
En 1519, la Facultad de Teología de Lovaina, junto con la de la Universidad de Colonia, se convirtieron en las primeras instituciones en condenar una serie de afirmaciones extraídas de las Noventa y cinco tesis de Martín Lutero (anteriores a la bula papal Exsurge Domine por varios meses).
Después de las Guerras Revolucionarias Francesas, por el Tratado de Campo Formio firmado el 17 de octubre de 1797, los Países Bajos Austriacos fueron cedidos a perpetuidad a la República Francesa por el emperador del Sacro Imperio Romano Germánico Francisco II, a cambio de la República de Venecia. Una vez integrada formalmente a la República Francesa, entró en vigor una ley que data de 1793 y que ordenaba el cierre de todas las universidades de Francia.  La Universidad de Lovaina fue suprimida por decreto del Departamento del Dyle el 25 de octubre de 1797.
Lo que quedaba de los bienes muebles y libros de la universidad fueron requisados para la École centrale [fr] en Bruselas. Éste fue el sucesor oficial y legal inmediato y heredero de la antigua Universidad, según las leyes vigentes en la época. A su vez fue clausurado en 1802.

## Papel e influencia cultural
Durante los siglos XVII y XVIII, la Universidad de Lovaina fue, hasta su cierre, un gran centro del jansenismo en Europa. Para librarse de esta reputación, la facultad de teología declaró tres veces su adhesión a la condena papal de las creencias jansenistas en la bula papal Unigenitus (1713), pero sin efecto.  La Universidad de Lovaina, con Baïus y Jansenius, fue la cuna del jansenismo y permaneció, durante los siglos XVII y XVIII hasta su cierre, como bastión  y centro  de la teología agustiniana  conocida como jansenismo, en Europa, con profesores como Jansenius, Petrus Stockmans, Johannes van Neercassel, Josse Le Plat y especialmente el famoso Van Espen y su discípulo Febronius, y como dice Henri Francotte: "el jansenismo reinó supremo en la Universidad de Lovaina".
Esta fidelidad al espíritu de Van Espen permaneció viva en la Universidad de Lovaina hasta su abolición en 1797, como lo demuestra lo que escribió Charles Lambrechts en 1818, antiguo rector magnífico y sucesor de la cátedra de derecho canónico de Van Espen: "Las intrusiones del clero católico y sus reivindicaciones eran tan vejatorias que, en una época en que su religión era dominante, no se había encontrado otro remedio para su abuso de poder salvo las apelaciones en cuestión. Esto es lo que impulsó al famoso Van Espen a escribir, a los ochenta años, su tratado De recursu ad principem Para frenar los abusos recurrentes de las jurisdicciones clericales, este virtuoso eclesiástico, que distribuía entre los pobres todos los ingresos de la cátedra de derecho canónico que ocupaba en la Universidad de Lovaina, pronto se vio obligado a recurrir a la apelación como un abuso para sí mismo. Sin embargo, este remedio no pudo salvarlo por completo de la persecución de sacerdotes intolerantes. Cargado de años, gloria y enfermedades, se vio obligado a buscar refugio en Holanda de sus vejaciones; pronto murió en Ámsterdam con sentimientos de piedad y resignación, tras haber dedicado su vida a defender la disciplina y las costumbres de la iglesia primitiva, de la que fue el más ferviente defensor".

## Instituciones posteriores
El primer intento de fundar una universidad sucesora en el siglo XIX fue la Universidad Estatal de Lovaina, entre 1817 y 1835, donde enseñaban una docena de profesores de la antigua universidad.  A ésta le siguió una universidad católica privada, la Universidad Católica de Lovaina, fundada en Lovaina en 1835 (inicialmente la Universidad Católica de Malinas, 1834-1835). Esta institución fue fundada con la intención de restaurar las tradiciones de aprendizaje confesionalmente católicas prerrevolucionarias en Lovaina.   En 1968, ésta se dividió para formar las dos instituciones actuales: la Katholieke Universiteit Leuven, de lengua holandesa, y la Université catholique de Louvain, de lengua francesa.

## Biblioteca
Desde la fundación de la universidad en 1425 hasta 1636 no tuvo una biblioteca oficial. Es muy probable que los estudiantes tuvieran acceso a manuscritos y libros impresos en las casas de sus profesores o colegas.
Sin embargo, en 1636 se fundó una biblioteca universitaria en el Cloth Hall, anteriormente sede del gremio de tejedores de telas, y fue ampliada en 1725 en estilo barroco.
Esta biblioteca, con sus diversas ampliaciones, fue trasladada en 1797 por Charles Antoine de La Serna Santander a la Escuela Central, continuación oficial de la antigua universidad. Wauthier, jefe de oficina del departamento de Dyle y el ex jesuita De la Serna Santander, bibliotecario de la Escuela Central de Bruselas, fueron los responsables de la aplicación de esta medida. El 26 de octubre de 1797, fueron con Michel-Marcel Robyns, receptor de los dominios nacionales, a la administración municipal de Lovaina, para notificarlo, mientras que sus obras y manuscritos más preciosos fueron depositados en París entre los tesoros nacionales de la Biblioteca Nacional.
Es también muy probable que con ocasión de los disturbios de las guerras de esta época, muchas obras y documentos preciosos siguieran subrepticiamente una ruta no oficial, a veces con el alto objetivo de salvarlos del desastre, a veces con el sórdido objetivo de sacar provecho de él.
En 1797, gran parte de lo que quedaba de esta biblioteca fue enviado a la Escuela Central de Bruselas, establecida como el reemplazo oficial de la universidad abolida, aunque sus libros y manuscritos más preciados fueron depositados en París en la Biblioteca Nacional de Francia. La biblioteca de la Escuela Central de Bruselas llegó a contar con unos 80.000 volúmenes, que más tarde pasaron a formar parte de la Biblioteca de Bruselas, y luego de la Biblioteca Real de Bélgica.
Cuando las fuerzas alemanas invasoras quemaron la biblioteca de la Universidad Católica de Lovaina a principios de la Primera Guerra Mundial, pero esta biblioteca no contenía los libros y archivos de la antigua universidad, ni de la Universidad Estatal, sino sólo los de la Universidad Católica de Lovaina fundada en el siglo XIX.

## Archivos
Los ricos archivos de la antigua Universidad de Lovaina, tras su supresión por ley de la República Francesa, así como los de todas las demás universidades de la República Francesa, fueron transferidos a una «Comisión encargada de la gestión de los bienes de la universidad abolida de Lovaina», creada en 1797 y activa hasta 1813. Pasaron a los Archivos Nacionales del Reino Unido de los Países Bajos y finalmente a los Archivos Nacionales de Bélgica.
Aunque los archivos de la antigua Universidad de Lovaina han sido reconocidos como patrimonio mundial por la UNESCO, hasta el día de hoy no existe una historia completa de la institución.

## Lista de colegios
Lista cronológica de colegios por fundación, los cuatro más antiguos (Castle, Pork, Lely y Faulcon) fueron considerados Grandes Colegios. A principios del siglo XVIII había 18 colegios. 
|     | Fundación | Nombre                    | Comentarios                            |
| --- | --------- | ------------------------- | -------------------------------------- |
| 1.  | 1431      | Gran Colegio de Burcht    | Fundado por Godfrey de Goimpel         |
| 2.  | 1430      | Gran Colegio het Varken   | Fundado por Henri de Loë               |
| 3.  | 1493      | Gran Colegio de Lelie     | Fundado por Charles Viruli             |
| 4.  | 1546      | Gran Colegio de Valk      | Fundado por Guillaume Everaerts        |
| 5.  | 1442      | Gran Colegio de Teología  | Fundado por Louis de Rycke             |
| 6.  | 1662      | Colegio Menor de Teología |                                        |
| 7.  | 1483      | Colegio de San Ivo        | Fundado por Robert van den Poele       |
| 8.  | 1484      | Colegio de San Donaciano  | Fundado por Antoine Haveren            |
| 9.  | 1499      | Colegio Houterlé          | Fundado por Henry of Houterlé          |
| 10. | 1504      | Colegio Winckele          | Fundado por Jean de Winckele           |
| 11. | 1509      | Colegio Arras             | Fundado por Nicolas Ruistere           |
| 12. | 1490      | Colegio Standonck         | Fundado por Jean Standonck             |
| 13. |           | Three Tongues-College     | Fundado por Jerome of Buyslede         |
| 14. | 1523      | Colegio Pontifical        | Fundado por Adrian VI                  |
| 15. | 1535      | Colegio de Santa Ana      | Fundado por Nicolas Goublet            |
| 16. | 1551      | Colegio de Savoye         | Fundado por Eustace Chapuys            |
| 17. | 1559      | Colegio Druite            | Fundado por Michel Druite              |
| 18. | 1569      | Colegio de van Daele      | Fundado por Peter van Daele            |
| 19. | 1569      | Colegio de Viglius        | Fundado por Viglius ab Aytta Zuichemus |
| 20. | 1574      | Colegio Craendonck        | Fundado por Marcel Craendock           |

## Personas relacionadas

### Lista de cancilleres
Lista cronológica de cancilleres. 
|     | Inicio | Final | Nombre                                     | Comentarios                              |
| --- | ------ | ----- | ------------------------------------------ | ---------------------------------------- |
| 1.  | 1426   | 1477  | Guillaume van de Noot d'Assche             | Decano de St-Peters en Lovaina           |
| 2.  | 1477   | 1487  | Dominic de Bassadonis                      | Decano de St-Peter                       |
| 3.  | 1487   | 1509  | Nicolas de Ruistere                        | Archidiácono de Brabant                  |
| 4.  | 1509   | 1532  | Conrard von Ghingen                        | Herzog von Brunswick                     |
| 5.  | 1532   | 1593  | Rogier, prinz von Taxis                    | Protonotario en Antwerp                  |
| 6.  | 1593   | 1619  | Jorge de Austria                           | Nieto del Emperador Maximilian           |
| 7.  | 1619   | 1634  | Gajus Anthoine Hopperus                    |                                          |
| 8.  | 1634   | 1659  | François-Jean de Robles                    | Obispo of Ypres                          |
| 9.  |        |       | de Spinola                                 |                                          |
| 10. |        | 1666  | Charles Hovius                             | Presidente del Concilio de Privy Council |
| 11. | 1666   |       | don Eugenio de Velasco                     |                                          |
| 12. |        | 1692  | Ferdinand-François de Trazignies           | Obispo of Tournay                        |
| 13. | 1692   | 1734  | Alexius-Antoine, Príncipe de Nassau-Siegen | Arzobispo Titular de Trapezopolis        |

### Profesores notables en orden cronológico

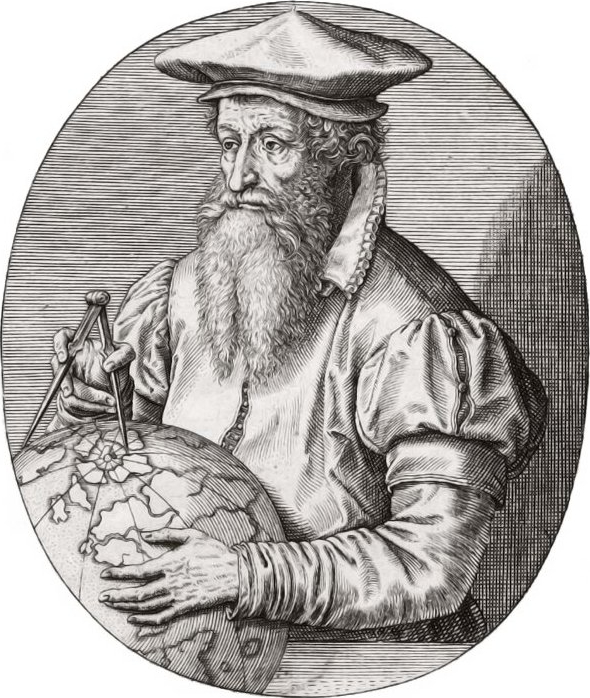
Gerardus Mercator (1512-1594), el célebre cartógrafo, exalumno de la Universidad de Lovaina

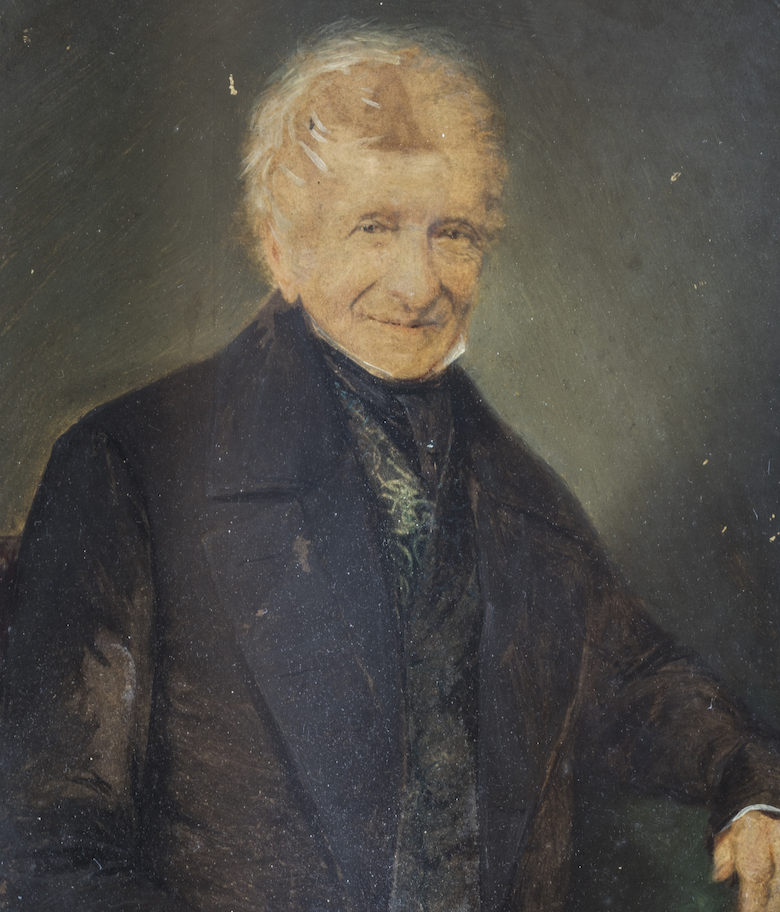
Jean-Baptiste van Dievoet, Licentiatus en ambas leyes (JUL) (1775–1862)

- Miguel Baius (1513-1589), teólogo, inspirador del Baianismo.
- Petrus Peckius el Joven (1562-1625), diplomático y canciller de Brabante
- Grégoire de Saint-Vincent (1584-1667), matemático
- Cornelius Jansen (1585-1638), inspirador del jansenismo.
- Petrus Stockmans (1608-1671), helenista y jurisconsulto, miembro importante del jansenismo.
- Christian Lupus (1612-1681), teólogo jansenista.
- Zeger Bernhard van Espen (1646-1728), canonista, teólogo jansenista.
- Martin van Velden (1664-1724), filósofo.
- John Sullivan (1633-1699), rector de la Universidad de Lovaina (1690-1691), presidente del Colegio Pastoral Irlandés (1672-1697), presidente del Colegio de Drieux, Lovaina (1692-95). Regresó como presidente del Colegio Pastoral Irlandés en 1695.

- Josse Le Plat (1732-1810), jurisconsulto y profesor de derecho canónico, partidario del josefinismo y de la Ilustración.
- Martin Fery (1754-1809), profesor de filosofía, se convirtió en representante del pueblo en el Consejo de los Quinientos en 1797. Él era masón.
- Charles Joseph van der Stegen, masón, miembro de la logia de los Verdaderos Amigos de la Unión.
- Jean-Pierre Minckelers (1748-1824), inventor del gas para iluminación.
- Guillaume van Cutsem (1749-1825), jurisconsulto, diputado del departamento de Deux-Nèthes y asesor del Tribunal Imperial de Justicia en 1811.
- Charles Lambrechts (1753-1825), profesor de derecho canónico (1777), rector de la universidad (1786) y francmasón,  miembro de la logia de la Verdadera y Perfecta Armonía en Mons, fue ministro de Justicia de la República Francesa del 3 de Vendémiario del año VI al 2 de Termidor del año VII.
- Ferdinand Sentelet (1754-1829), licenciado en teología, profesor de filosofía en la Pedagogía del Lirio y presidente del colegio de Craenendonck, desde 1780. Posteriormente se convirtió en profesor de Física y Economía Rural en la nueva Universidad Estatal de Lovaina y miembro del Instituto Holandés.
- Jean-Baptiste Liebaert, profesor de filosofía, tras la abolición de la universidad en 1797 continuó su carrera como profesor privado y luego fue profesor en la Universidad Estatal de Lovaina.
- Étienne Heuschling (1762-1847), profesor de hebreo en el Collegium Trilingue, orientalista y filólogo, fue luego profesor en la Universidad Estatal de Lovaina.
- Jean Philippe Debruyn (1766-), luego se convirtió en profesor en la Universidad Estatal de Lovaina.
- Xavier Jacquelart (1767-1856), jurisconsulto, profesor de la Facultad de Derecho, se convirtió en 1797 en profesor de la Facultad de Derecho de la Universidad Imperial de Bruselas y luego en profesor de la Facultad de Derecho de la Universidad Estatal de Lovaina.

### Alumnos notables
- Rudolph of Beringen (activo entre 1420–1459), profesor de derecho canónico
- Jan Standonck (1454–1504), Maestro del Colegio de Montaigu en París
- Adriaan Floriszoon Boeyens (1459–1523), Papa Adrian VI
- Desiderius Erasmus (1466–1536), humanista
- Damião de Góis (1502–1574), humanista, filósofo portugués
- Johannes Sturm (1507–1589), educador alemán
- Gerardus Mercator (1512–1594), cartógrafo
- Andreas Vesalius (1514–1564), padre de la anatomía moderna
- Rembert Dodoens (1517–1585), botanista
- Antoine Perrenot de Granvelle (1517–1586), cardenal, hombre de estado
- Wilhelmus Damasi Lindanus (1525–1588), obispo de Roermond and Gent, autor
- John Dee (1527–1608 o 9), matemático, astrónomo, astrólogo, filódofo ocultista, imperialista y consejero de la reina Isabel I
- Petrus Peckius el Mayor (1529–1589), jurista
- Bendito Diarmaid Ó hUrthuile, o Dermot O'Hurley (c. 1530–1584), Arzobispo de Cashel, mártir católico
- Willem Hessels van Est (1542–1613), erudito bíblico
- Justo Lipsio (1547–1606), filólogo
- Leonardus Lessius (1554–1623), teólogo moral jesuita
- Petrus Peckius el Joven (1562–1625), diplomático y canciller de Brabant
- Aubert Miraeus (1573–1640), historiador eclesiástico
- Jacobus Boonen (1573–1655), arzobispo de Mechelen
- Adriaan van den Spiegel (1578–1625), anatomista y botánico
- Laurentio Beyerlinck (1578–1627), enciclopedista
- Nicolaus Vernulaeus (1583–1649), dramaturgo latino
- Abad de Saint-Cyran (1583–1643), eclesiástico francés
- Cornelius Otto Jansen (1585–1638), padre de jansenismo
- San Roberto Belarmino (1569–1576), cardenal, teólogo jesuita.
- Juan de Santo Tomás (1589–1644), teólogo y filósofo
- John Sinnich (1603–1666), profesor de teología irlandés
- Marcin Kalinowski (c. 1605–1652), noble polaco
- Łukasz Opaliński (1612–1666), escritor político
- Franciscus Deurweerders (c. 1616–1666), fundador de la Cofradía del Cordón de Santo Tomás
- René-François de Sluse (1622–1685), matemático
- Cornelis de Bie (1627 – c.1715), retórico flamenco
- Joannes Roucourt (1636–1676), sacerdote parroquial y teólogo
- Francis Martin (1652–1722), controversiador irlandés
- Edward Ambrose Burgis (c.1673-1747), historiador y teólogo
- Febronius (1701–1790), historiador y teólogo
- Henri-Jacques Le Grelle (1753–1826), político, uno de los tres autores de la 1790 Constitución Bélgica de 1790.
- Charles Nerinckx (1761–1824), fundador de las Hermanas de Loreto
- Jean-Baptiste van Dievoet (1775–1862), Licentiatus en ambas leyes